# Бедиондо
Бедиондо (фр. Bédiondo) или Беджондо (фр. Bédjondo) — город и супрефектура в Чаде, расположенный на территории региона Мандуль. Административный центр департамента Западный Мандуль.

## Географическое положение
Город находится в южной части Чада, к западу от реки Гамиси-Майо-Дольмаджи, на высоте 378 метров над уровнем моря.
Населённый пункт расположен на расстоянии приблизительно 444 километров к юго-востоку от столицы страны Нджамены.

## Население
По данным официальной переписи 2009 года численность населения Бедиондо составляла 52 223 человека (25 280 мужчин и 26 943 женщины). Население супрефектуры по возрастному диапазону распределилось следующим образом: 52,7 % — жители младше 15 лет, 43,7 % — между 15 и 59 годами и 3,6 % — в возрасте 60 лет и старше.

## Транспорт
Ближайший аэропорт расположен в городе Доба.